# بطولة بارايبانو 2019
بطولة بارايبانو 2019 هو موسم من بطولة بارايبانو ‏. أشرف على تنظيمه Federação Paraibana de Futebol ‏، وكان عدد الأندية المشاركة فيه 10، وفاز فيه نادي بوتافغو لكرة القدم.